# Antiguraleus stellatomoides
Antiguraleus stellatomoides is een slakkensoort uit de familie van de Mangeliidae. De wetenschappelijke naam van de soort is voor het eerst geldig gepubliceerd in 1983 door Shuto.